# فريديريك مارتنز
فريديريك مارتنز (بالبولندية: Fiodor Martens)‏ (و. 1845 – 1909 م) هو دبلوماسي، ومؤرخ، ومحامي، وبروفيسور، وقاضي من الإمبراطورية الروسية، وإستونيا، ولد في بارنو، وكان عضوًا في معهد القانون الدولي، توفي في سانت بطرسبرغ، عن عمر يناهز 64 عاماً.

## التعليم
تعلم في كلية حقوق جامعة سانت بطرسبرغ الحكومية ‏.

## جوائز وترشيحات
حصل على جوائز منها:
جوائز
- وسام العقاب الأبيض

ترشيحات
- جائزة نوبل للسلام (1901)
- جائزة نوبل للسلام (1902)
- جائزة نوبل للسلام (1903)
- جائزة نوبل للسلام (1904)
- جائزة نوبل للسلام (1905)
- جائزة نوبل للسلام (1906)
- جائزة نوبل للسلام (1907)
- جائزة نوبل للسلام (1908)

ترشح لـ:
- جائزة نوبل للسلام (1908)[1]
- جائزة نوبل للسلام (1907)[1]
- جائزة نوبل للسلام (1906)[1]
- جائزة نوبل للسلام (1905)[1]
- جائزة نوبل للسلام (1904)[1]
- جائزة نوبل للسلام (1903)[1]
- جائزة نوبل للسلام (1902)[1]
- جائزة نوبل للسلام (1901).[1]

## روابط خارجية
- فريديريك مارتنز على موقع الموسوعة البريطانية (الإنجليزية)